# Cartola de accepto mundio
La Cartola de accepto mundio è un documento privato redatto il 12 maggio 721; è il documento originale su pergamena più antico in un archivio italiano. È conservato presso l'Archivio di Stato di Milano.

## Documento
La pergamena ha una larghezza di 25 cm e un'altezza di 48,5 cm; la scrittura è «ricca di legamenti e disordinata». È posta nel fondo Museo diplomatico dell'Archivio di Stato di Milano.
Il documento fu redatto dal subdiacono Vitale a Piacenza il 12 maggio 721 (indizione quarta), durante il nono anno di regno di Liutprando. Anstruda (indicata anche come Anserada), probabilmente una donna libera, aveva sposato un servo (non citato per nome) di Sigirad e Arochis, due fratelli abitanti a Campione, nel contado del Seprio. Si presentò di fronte al religioso Vitale (non notaio), dichiarando di accettare tre soldi d'oro dai due fratelli, sottoponendosi così al loro mundio perpetuo e assumendo la stessa condizione del proprio sposo. Anche gli eventuali figli maschi sarebbero stati soggetti al mundio perpetuo, mentre le eventuali figlie femmine al momento del matrimonio avrebbero ricevuto un pagamento dai mundoaldi Sigirad e Arochis così come avvenuto per la madre.
La pergamena si conclude con la sottoscrizione con una croce da parte di Anstruda e di suo padre Autareno, seguite dalle croci tracciate da due testimoni, il chierico Benedico e Gaifrit; si hanno poi le sottoscrizioni come testimoni da parte del chierico Godefrit, dei sacerdoti Faustino e Eldo e, infine, quella dell'estensore Vitale.

## Storia
La Cartola è parte di un insieme di 17 documenti, datati tra il 721 e l'810, relativa alla famiglia campionese dei Totonidi, dal nome di Totone, figlio di Arochis, che con proprio testamento dell'anno 777 lasciò i propri beni alla Basilica di Sant'Ambrogio, insieme ai documenti.
Nel 1799, a seguito della soppressione degli ordini religiosi in età napoleonica, i documenti della Basilica passarono allo Stato, diventando poi parte dell'Archivio di Stato.
Nel 2021, in occasione del milletrecentesimo anniversario, si è tenuta una conferenza a distanza con l'esame della Cartola sotto vari aspetti da parte di diversi studiosi.
L'anno successivo è stato distribuito un mini documentario sulla Cartola.